# Keyword Protocol 2000
Keyword Protocol 2000, сокращённо KWP2000, является спецификацией канала связи с диагностическим оборудованием транспортных средств (On-Board Diagnostics). KWP2000 протокол охватывает несколько уровней в OSI модели: физический уровень, уровень канала передачи данных, прикладной уровень, а также сеансовый уровень) с точки зрения запуска, поддержания и завершение сеанса связи).

## Команды
- Команды для синхронизации связи и параметров;
- Идентификация ECU;
- Память неисправностей: — чтение, стирание ошибок, стоп-кадр;
- Чтение измеренных значений;
- Запуск тестовых приводов;
- Запуск дополнительных функций (параметры ЭБУ и т. д.).
- Обновление прошивки ЭБУ;

Формат данных отдельных команд, в большинстве случаев, зависит от выбора реализации.
Стандарт (OBD II) регламентирует обязательный минимум параметров, вывод которых должен поддерживаться блоком управления по заводскому (ОЕМ) протоколу, в том числе и по KWP2000:
- Температура охлаждающей жидкости;
- Температура всасываемого воздуха;
- Расход воздуха и/или Абсолютное давление во впускном коллекторе;
- Относительное положение дроссельной заслонки;
- Угол опережения зажигания;
- Значение рассчитанной нагрузки;
- Частота вращения коленчатого вала;
- Скорость автомобиля;
- Напряжение датчика (датчиков) кислорода до катализатора;
- Напряжение датчика (датчиков) кислорода после катализатора;
- Показатель (показатели) топливной коррекции;
- Показатель (показатели) топливной адаптации;
- Статус (статусы) контура (контуров) лямбда.

## Keyword Protocol 2000 (K-Line)
KWP2000 стандартизован Международной организации по стандартизации, как ISO 14230.
Первый основной физический уровень для KWP2000 идентичен ISO 9141 с двунаправленной последовательной линией связи на одном проводе и называется К-линией. Кроме того, может быть дополнительная L-линия для «пробуждения». Скорость передачи данных от 1,2 до 10,4 Кбит/сек, при этом сообщение может содержать до 255 байт данных.
При реализации на К-линии физического уровня, KWP2000 требует специальных сигналов пробуждения: 5 Baud init или Fast init. Оба эти методы требуют WakeUp синхронизации задержек сигнала K-шины и реализуются специальным программным обеспечением.
Стандарты ISO 14230 и ISO 9141 схожи по аппаратной реализации линий передачи данных (ISO 14230 является развитием ISO 9141). Различаются они требованиями к электрическим параметрам линии, а также протоколами верхних уровней. Сканер, использующий стандарт ISO 9141, обычно может работать и с ISO 14230, но не наоборот.

### ISO 14230
ISO 14230 (Road vehicles — Diagnostic systems — Keyword Protocol 2000) структурирован следующим образом:
- ISO 14230-1 Физический уровень (Physical layer). Диагностические сообщения по К-Line.
- ISO 14230-2 Уровень канала передачи данных (Data link layer). Диагностическая связь по К-Line.
- ISO 14230-3 Прикладной уровень (Application layer). Системы диагностического контроля.
- ISO 14230-4 Требования к системам, связанным с выбросами.

На физическом уровне, в соответствии с ISO 14230-1, KWP2000 реализован в виде двунаправленной однопроводной K-Line шины передачи данных.
K-Line предназначена исключительно для выполнения диагностических функций в двунаправленных соединениях с двумя участниками.
Напряжение сигнала является рабочим напряжением транспортного средства по отношению к его «массе». Максимальная длина K-Line не специфицирована.
На уровне обмена данными, в соответствии с ISO 14230-3, KWP2000 работает по асинхронной схеме передачи данных с управлением доступа в режиме «задающий/ведомый», при этом использует однонаправленный протокол передачи, который позволяет передавать данные и команды с проверкой на корректность, но без исправления ошибок.
Структура сообщения, в общем виде, состоит из следующих частей:
1 start bit; 8 data bits; 1 stop bit; опционально контрольная сумма (Checksum).
В свою очередь, какие данные передаёт блок управления, зависят от производителя автомобиля.
Скорость передачи K-Line шины по протоколу KWP2000 составляет от 1,2 до 10,4 Кбит/сек.
Согласно ISO 14230-4 протокол установления соединения:
— при «Fast init» (100 ms, Bitrate always 10,4 kBit/s):
- Master sends Wake Up pattern (25 ms low, 25 ms pause);
- Master sends Start Communication Request, includes dest address;
- ECU answers with keyword, after max. 50 ms;
- Keyword encodes supported protocol variants takes values from 2000 .. 2031 (KWP 2000).

— при «5 Baud init»:
- Master sends destination address (using 5 Bit/s);
- ECU answers: 0x55 (01010101), keyword low Byte, keyword high Byte (with desired data rate);
- Master derives bit rate from pattern, sends Echo (inv. High Byte);
- ECU sends Echo (inv. Destination address).

### ISO 9141
Стандарт ISO-9141-2 идентифицируется наличием контакта 7 в диагностическом разъеме (K-line) и отсутствием 2 и/или 10 контактов в диагностическом разъеме OBD-II. Используемые выводы — 4, 5, 7, 15 (может не быть), 16.

## Keyword Protocol 2000 (CAN)
KWP2000 также совместим с ISO 11898 (Controller Area Network) и поддерживает высокую скорость передачи данных до 1 Мбит/с.
Использование KWP2000 на CAN с ISO 15765 Transport/Network layers является наиболее распространенным. Кроме того, используя KWP2000 на CAN, не требуется специальной функции пробуждения.
KWP2000 может быть реализован на CAN, используя только service layer и session layer; или с использованием всех слоев (заголовок и контрольная сумма заключены в CAN кадре). Однако при использовании всех слоев KWP2000 является избыточным, в отличие от ISO 15765, который обеспечивается своим Transport/Network layers.